# Michael D. Bauer
Michael Dominic Bauer (* 16. Juni 1979) ist ein deutscher Volkswirt.

## Leben
Von 2000 bis 2005 erwarb er den Master of Science in Quantitative Economics and Finance an der Universität St. Gallen. Nach der Promotion (2005–2010) zum Ph.D. in Economics an der University of California, San Diego war er von 2010 bis 2020 Ökonom an der Federal Reserve Bank of San Francisco. 2019 war er Lecturer an der University of California, Berkeley. Von 2020 bis 2023 lehrt er als Professor für Volkswirtschaftslehre an der Universität Hamburg (Heisenberg-Professur der Deutschen Forschungsgemeinschaft). Seit 2023 ist er Senior Research Advisor an der Federal Reserve Bank of San Francisco und seit 2025 Direktor des dortigen Center for Monetary Research.

## Schriften (Auswahl)
- Impact of news on monetary policy expectations. 2011, ISBN 1243743638.